# 伊藤漱平
伊藤 漱平（いとう そうへい、1925年10月20日 - 2009年12月21日）は、日本の中国文学者。東京大学名誉教授、二松學舍大学名誉教授。

## 経歴
1925年、愛知県碧海郡に生まれた。刈谷中学校、第一高等学校を経て、東京帝国大学支那哲文学科を卒業、大学院に進学した。1949年に大学院博士課程を退学。同1949年に北海道大学助手として着任した。
1955年、島根大学講師に就任。1960年より大阪市立大学助教授。1970年より北海道大学中国文学科教授。1977年より東京大学中国文学科教授となった。1986年に東京大学を定年退官し、名誉教授となった。その後は二松學舍大学教授として教鞭をとった。また、1989年から1993年にかけて第6代二松學舍大学学長を務め、国際政治経済学部の設置に尽力した。
学界では、1987年から1988年まで日本中国学会理事長を務めた。

## 受賞・栄典
- 2002年春：勲三等旭日中綬章受勲[2]。

## 研究内容・業績
- 『紅楼夢』の訳・研究で知られる。松枝茂夫に続いて、紅楼夢の完訳を果たした[3]。
- 関連蔵書は没後東京大学東洋文化研究所図書室に寄贈され、「両紅軒文庫」が設置された。
　汲古書院で、旧蔵書・影印本『紅楼夢』、『嬌紅記』が刊行。著作は『伊藤漱平著作集』(全5巻)にまとめられている。

## 著作
- 『兒戯生涯 一讀書人の七十年』汲古書院、1994年
- 『伊藤漱平著作集』 汲古書院（全5卷）　
  - 第1・2・3卷 「紅樓夢編」2005～2008年
  - 第4卷「中國近世文學編」2009年
  - 第5卷 ｢中國近現代文學・日本文学文學編｣・｢著者自訂年譜｣・ ｢著訳論文目録｣ 2011年

### 翻訳
- 『紅楼夢評論』王国雄、『中国現代文学選集1』平凡社 1963年
- 『われら愛情の種をまく』徐懐中、『中国現代文学選集13』平凡社 1963年
- 『紅楼夢』曹雪芹・高蘭墅 、平凡社(全3巻) 1960年、新版1970年ほか
  - 改訳：平凡社ライブラリー (全12巻) 1996-1997年
- 『嬌紅記』宋遠 「中国古典文学大系38」平凡社 1973年
  - 「今古奇観 下」と併収。駒田信二、立間祥介と共訳。

### 編著
- 「中国の古典文学」東京大学出版会 1981年
- 「魯迅・増田渉師弟答問集」汲古書院 1986年(中島利郎と共編)
- 「雑書雑談」増田渉 汲古書院 1983年(編・解題)
- 「連城璧」、李漁、｢照世盃｣酌玄亭主人(全3巻) 汲古書院 1988年(影印解題)

### 論文
- 〈《紅樓夢》成書史臆說―圍繞七十回本存在的可能性〉《國外社會科學》1994年9月
- 〈論曹雪芹晚年的〞佚著〞―圍繞《廢藝齋集稿》等真偽問題的札記〉《紅樓夢研究集刊》1981年10月
- 「李笠翁の像画（上）」『汲古』1988年12月
- 「李笠翁の像画（下）」『汲古』1990年6月
- 〈′九七北京國際紅樓夢學術研討會開幕式上的致詞〉《紅樓夢學刊》1997年增刊
- 「近世食文化管窺――『金瓶梅』『紅楼夢』を”材料“として―」株式会社コミュニケーション、1992年
- 〈二十一世紀紅學展望―一個外國學者論述《紅樓夢》的翻譯問題〉《紅樓夢學刊》1997年增刊
- 〈《紅樓夢》在日本的流傳―江戶幕府末年至現代〉《紅樓夢研究集刊》1989年10月
- 「日本における『紅楼夢』の流行―幕末から現代までの書誌的素描」『中国文学の比較文学の研究」1986年
- 〈漫談日本《紅樓夢》研究小史〉《首屆國際紅樓夢研究會論文集》1983年
- 「曲亭馬琴と曹雪芹と―和漢の二大小説家を對比して論ず―」『二松』1994年
- 「紅楼夢八十回校本について」『大安』1958年7月
- 「紅樓夢圖畫――改琦『紅樓夢圖詠』を中心に――」『二松学舎大学東洋学研究所集刊』1996年

### 記念論集
- 「中国学論集 伊藤漱平教授退官記念」同刊行委員会編、汲古書院 1986年

## 伊藤漱平に関する研究
- 丁瑞瀅2005 『紅楼夢伊藤漱平日訳本の研究』台湾銘傳大学修士論文
- 孫玉明2005〈伊藤漱平的紅學成就《紅樓夢學刊》2005年第1輯